# Nothofagus alpina
Nothofagus alpina (Poepp. & Endl.) Oerst. – gatunek rośliny z rodziny bukanowatych (Nothofagaceae). Występuje naturalnie w południowych częściach Chile i Argentyny.

## Morfologia
PokrójZrzucające liście drzewo dorastające do 25 m wysokości i 15 m szerokości. Pokrój jest stożkowy i szeroki. Kora jest spękana, ma ciemnoszarą barwę. Pędy są mocne, długo owłosione przez cały rok i mają zieloną barwę. Pąki są relatywnie duże – dorastają do 1 cm długości.
LiścieUlistnienie jest naprzemianległe. Liście są pojedyncze. Blaszka liściowa ma owalny kształt. Mierzy 5–7 cm długości oraz 3,5–5,5 cm szerokości, jest tępo ząbkowana na brzegu, ma nasadę od zaokrąglonej do uciętej i tępy wierzchołek. Młode liście są brązowe, latem ich górna powierzchnia jest brązowozielona, natomiast od spodu są blade i nieco owłosione przy narwach, jesienią przebarwiają się na kolor od jasnozłocistego do lekko czerwonawego. Liście są wyraźnie unerwione – mają 14–18 par żyłek. Ogonek liściowy jest nagi i ma 8 mm długości.
KwiatySą jednopłciowe, mają zielonkawą barwę i dorastają do 5–6 mm średnicy. Kwiaty męskie są zebrane po 3 w kwiatostany.
OwoceOrzechy o brązowej barwie, osadzone są po 3 w kupulach mierzących 10 mm długości. Kupule powstają ze zrośnięcia czterech liści przykwiatowych.
Gatunki podobneRoślina jest podobna do gatunku N. betuloides, który jednak ma nieco inne liście, a także różni się gęstszą koroną drzewa.

## Biologia i ekologia
Rośnie w lasach zrzucających liście. Występuje na wysokości od 500 do 1000 m n.p.m. Kwiaty zapylane są przez owady. Charakteryzuje się szybkim wzrostem. Jest mrozoodporny – znosi spadki temperatury do -15 °C. Najlepiej rośnie na stanowiskach w pełnym nasłonecznieniu.

## Zastosowanie
Gatunek jest uprawiany komercyjnie w wielu państwach półkuli północnej ze względu na dobre jakościowo drewno.

## Ochrona
W Czerwonej księdze gatunków zagrożonych został zaliczony do kategorii LC – gatunków najmniejszej troski.